# Атака на двадцатый конвой
Двадцатый конвой, известный также как «Поезд № XX» (фр. Vingtième convoi), был поездом, который вёз депортируемых из Бельгии, оккупированной нацистской Германии во время Второй мировой войны.
19 апреля 1943 года члены бельгийского Сопротивления во главе с Юрой Лившицом остановили поезд и освободили евреев и цыган, которых везли в концентрационный лагерь Освенцим из транзитного лагеря Мехелен в Бельгии. В целом 233 человекам удалось бежать, из них выжили 118. Остальные были убиты во время побега или пойманы вскоре после него. Нападение было необычным явлением бельгийского Сопротивления и попытка освободить еврейских депортированных была единственным массовым побегом с поезда во время Холокоста.
Причиной проведения операции послужил свидетельский рассказ Уильяма Херсковица, узника Освенцима, который смог совершить побег из лагеря, и, добравшись до Антверпена, связался с бельгийским Сопротивлением. Рассказ Херсковица является одним из самых ранних свидетельств о зверствах Освенцима.

## Введение
В 1940 году от 70 до 75 тысяч евреев проживали в Бельгии. Только немногие из них были долгосрочные жители Бельгии и многие бежали в страну в Межвоенный период от преследования в Германии и Восточной Европе. Вскоре после Бельгийской кампании, в мае 1940 года немецкие оккупационные власти ввели ряд антиеврейских законов. В 1942 году желтая звезда была введена для всех бельгийских евреев. В августе 1942 года, как часть Окончательного решения, началась депортация бельгийских евреев в концентрационные лагеря и лагеря смерти в Восточной Европе в закрытых железнодорожных поездах.
Из них 46 процентов были депортированы из бывшего транзитного лагеря в Мехелене, в то время как более 5034 человек были депортированы через Дранси (недалеко от Парижа). Главное управление имперской безопасности (нем. Reichssicherheitshauptamt, сокр. RSHA) в Берлине было ответственным за организацию транспорта и глава казарм Доссина (sammellager) подготовил список бумаг конвоя в трех экземплярах. Один экземпляр был для сотрудника полиции, ответственного за безопасность во время транспортировки, второй для  sammellager  в Мехелене, а третий для BSD — отдела, расположенного в Брюсселе. Благодаря тому что были сохранены все копии для Доссинских казарм, историки смогли проследить и сопоставить все немецкие транспортировки бельгийских евреев в концлагеря. С лета 1942 года до 1944 года, двадцать восемь поездов вышли из Бельгии, чтобы доставить 25257 евреев и 351 цыган в Восточную Европу. Их назначением, как правило, был Аушвиц-Биркенау.

## Атака
19 апреля 1943 года двадцатый конвой покинул транзитный лагерь Мехелен, везя 1631 еврейских мужчин, женщин и детей. Впервые вагоны третьего класса были заменены грузовыми вагонами с колючей проволокой, оплетающей маленькие окна. Кроме того, был добавлен специальный вагон, Sonderwagen, состоящий из 19 евреев (18 мужчин и одной женщины), членов Сопротивления и беглецов с предыдущих перевозок. Одежда этих заключённых из «специального списка» была отмечена красным крестом сзади, чтобы сразу убить их по прибытии в Освенцим. В конце концов, трое из этих заключённых сбежали из вагона; четвёртый был застрелен.
Трое молодых студентов и членов бельгийского Сопротивления, включая еврейского врача, уроженца Киева Юру Лившица и двух его друзей — Робера Местрио и Жана Франклемона, вооружённые одним пистолетом, с импровизированным красным фонарём из цветной бумаги, смогли остановить поезд на трассе Мехелен — Лёвен, между муниципалитетами Бортмербек и Хахт. Двадцатый конвой охранял один офицер и пятнадцать рядовых из немецкой Sicherheitspolizei (SiPo-SD). Несмотря на эти меры безопасности, Местрио смог открыть один вагон и освободить 17 человек.
Другие заключённые сбежали из поезда без какой-либо связи с нападением. Машинист поезда, Альбер Дюмон, сделал все возможное, чтобы ехать как можно медленнее между Тиненом и Тонгереном, останавливаясь всякий раз, когда это было возможно и оправданно, таким образом позволяя большему числу людей спрыгнуть, не разбившись.
В общей сложности 233 человека бежали из поезда. 89 в конечном итоге были пойманы и отправлены более поздними поездами. 26 других были либо застрелены либо погибли при падении с поезда, и только 118 удалось вырваться. Самому младшему из них, по имени Симон Гроновский, было всего 11 лет. Регина Крохмаль, 18-летняя медсестра Сопротивления, также бежала после того, как разрезала деревянные стержни перед воздухозаборником поезда хлебным ножом и выпрыгнула из поезда близ Хахта. Оба пережили войну.

## Дальнейший маршрут
22 апреля 1943 года поезд прибыл в Освенцим. Во время отбора только 521 человека (276 мужчин и 245 женщин) были оставлены в живых для работы, из них лишь 150 пережили войну. Оставшиеся 874 человек были немедленно казнены в газовых камерах Освенцима II-Биркенау. Считается, что в результате побега необычно большое количество заключенных было убито по прибытии. 70 процентов женщин-заключённых были немедленно убиты в газовых камерах, остальные были отданы для медицинских экспериментов.